# Mesnil-Clinchamps

Mesnil-Clinchamps este o comună în departamentul Calvados, Franța. În 1 ianuarie 2018 avea o populație de 952 de locuitori.